# Unterkürnach
Unterkürnach ist ein Gemeindeteil des Marktes Wiggensbach im Landkreis Oberallgäu (Schwaben, Bayern).

## Lage
Die Einöde liegt an der Staatsstraße 2376 im Kürnacher Wald und zugleich im Kürnachtal an der Kürnach. Weiter südöstlich liegt der Weiler Oberkürnach. Das Wort Kürnach stammt aus dem Mittelhochdeutschen kürne und bedeutet Mühle oder Mühlbach.

## Geschichte
Das Kürnachtal gehörte ab 876 zum größten Teil dem Kloster Kempten, dem späteren Fürststift. Für das Kloster Kempten waren die Wälder vorwiegend ein Jagdgebiet. Die Besiedlung erfolgte entlang der Kürnach. Ab Wegscheidel wurde das Kürnachtal über einen Weg erschlossen, die heutige Staatsstraße. Die Kombination aus großen Waldflächen und Wasserkraft machte das Kürnachtal zu einem Wirtschaftsfaktor für das Fürststift. Vor 1548 ist eine dauerhafte Besiedlung in Kürnach nicht nachweisbar. Ab 1642 ist ein Hofgut des Klosters nachweisbar. Ein Protokoll des Fürststift von 1669 dokumentierte, dass in Kürnach eine Glashütte in Betrieb war – womöglich stand diese aber auch in der Gemarkung Kreuzthal. Um die Glashütte war auch ein kleines Glasmacherdorf entstanden. Im Jahr 1671 wohnten 10 Glasmacherfamilien in der Kürnach. Als Standort der Glashütte weist der Name des Hüttentobels hin. Ab 1690 wurde die Glasproduktion ins südlich gelegene Ulmertal verlegt. Angenommen wird, dass ein Großteil der Wälder gerodet war. Im nahen Schmidsfelden werden gegenwärtig noch Glasprodukte hergestellt.
Fürstabt Rupert von Bodman machte aus dem Jagdanwesen in Unterkürnach ab 1709 eine Sommerresidenz, zu welcher mit Sicherheit auch ein kleines Kirchengebäude gehörte. Später wird für den Standort auch eine Hammerschmiede genannt, als wahrscheinlich gilt ein Standort an der Kürnach, um die Wasserkraft nutzen zu können.
1818 wurden in Unter-Kirnach sechs Häuser gezählt.
Neben dem Hofgut ist für den Ort auch eine Gastwirtschaft mit Bäckerei, Metzgerei, Brauerei- und Branntweinrecht sowie „Zapf- und Tafern-Gerechtigkeit“ verzeichnet. Die Teile der Wirtschaft sind bis 1968 stufenweise abgebrochen worden.

## Herrschaftsanwesen des Fürststifts Kempten
Prägend für Unterkürnach, neben dem Sägewerk mit Zimmerei, ist das ehemalige Herrschaftsanwesen vom Fürststift Kempten. In diesem hatten die Fürstäbte ihren Sommersitz. Der Komplex dient unter dem Namen Hofgut Kürnach als Beherbergungs- und Verpflegungsbetrieb.
Unter Fürstabt Honorius Roth von Schreckenstein wurde das Anwesen erneuert und später ausgebaut. So wurde neben dem Wirtschaftstrakt das Wohnhaus um ein Fachwerkgeschoss erweitert und um drei Achsen verlängert. Die Nebengebäude sind doppelgeschössig und haben Fachwerkgiebel.
Zum Komplex des Hofguts gehören auch die Kapelle St. Michael (lokal bekannt als Marienkapelle), eine Nepomukfigur und diverse Wegkreuze.

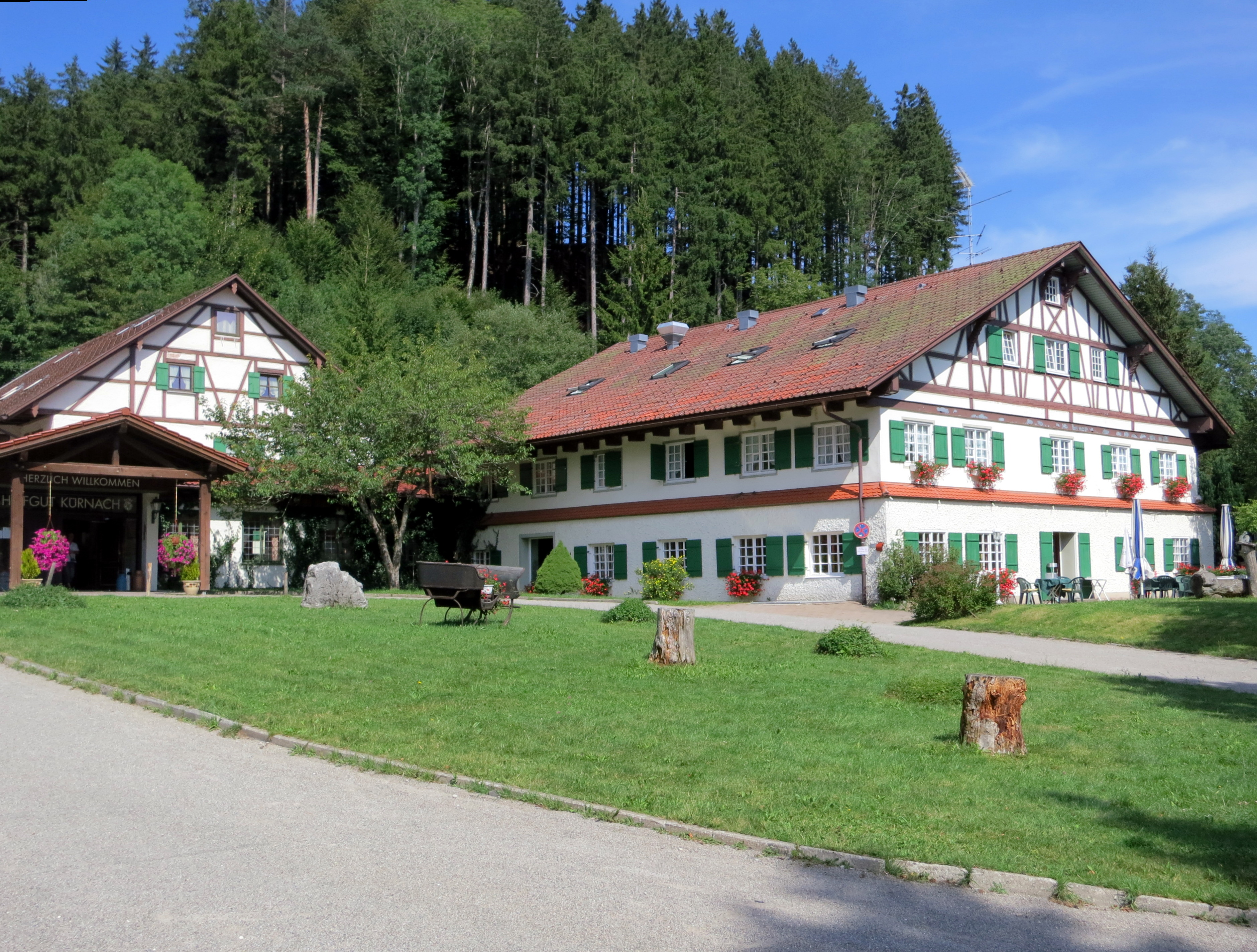
Nebengebäude des Hofguts (2013)
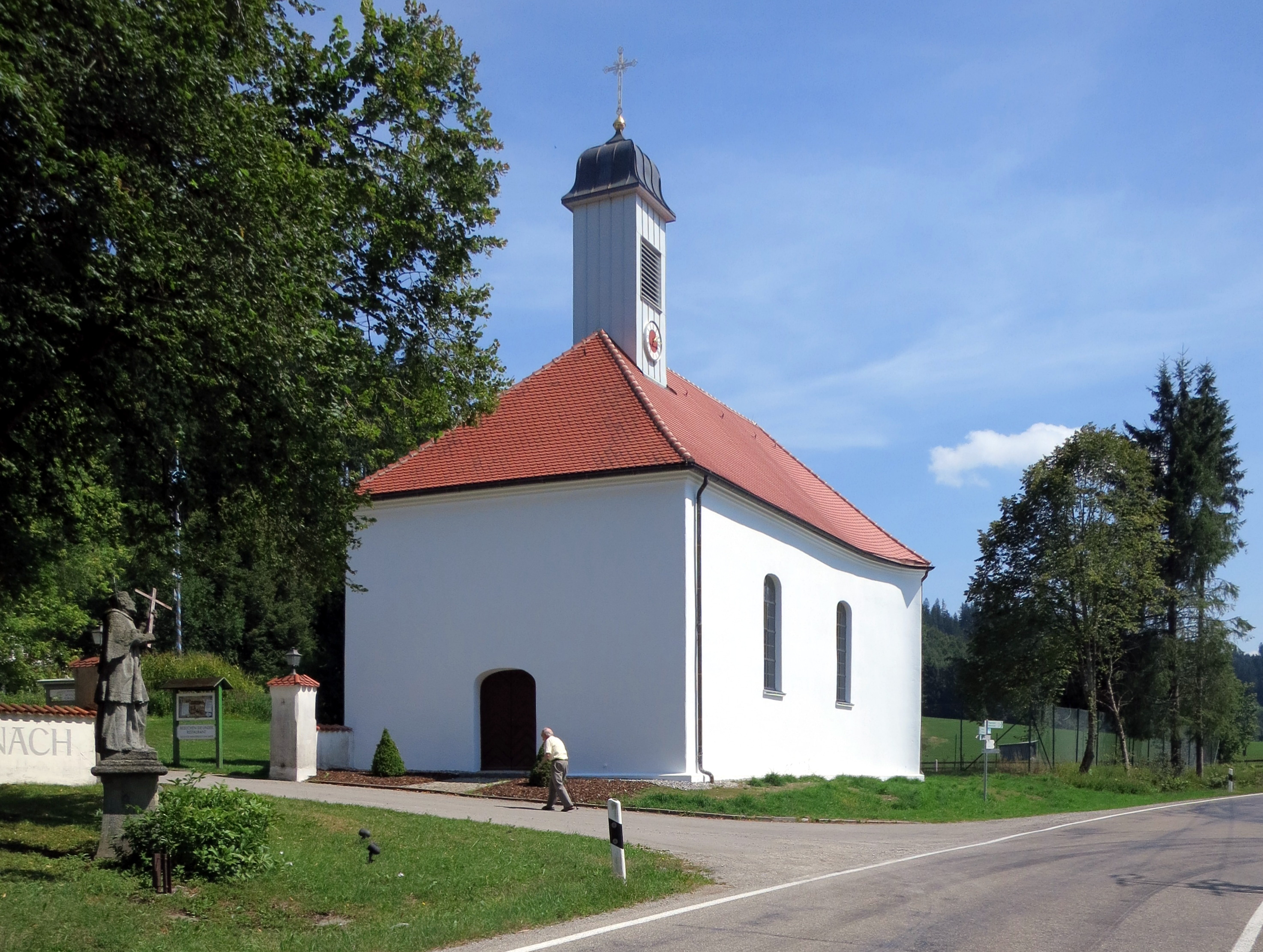
Kapelle St. Michael mit Nepomukstatue (2013)
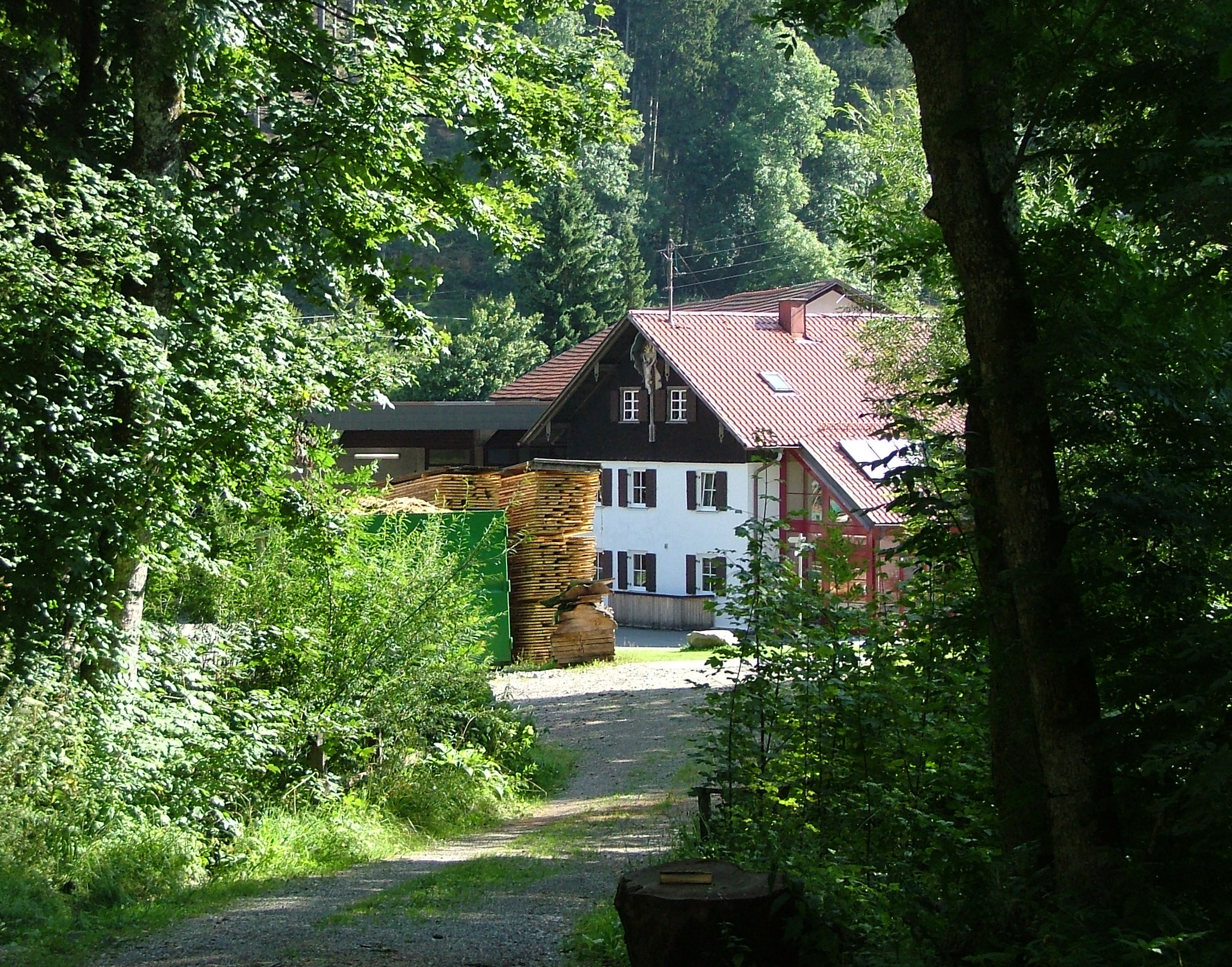
Sägewerk (2003)